# Knotige Asselspinne
Die Knotige Asselspinne (Pycnogonum litorale) ist eine Art aus der Klasse der Asselspinnen (Pycnogonida).

## Merkmale
Die Tiere haben eine Körperlänge von 15 bis 18 Millimetern und sind weißlich oder gelblich gefärbt. Die Cheliceren und Pedipalpen sind vollständig zurückgebildet und die Tiere haben an ihrer Stelle einen kräftigen, stumpfen Rüssel. Hinter dem Rüssel befindet sich ein Augenhügel mit vier kleinen Linsenaugen. Ein Eiträger (Oviger) ist nur beim Männchen ausgebildet. Die Beine sind verhältnismäßig kurz und kräftig.
Die Knotige Asselspinne besitzt die Fähigkeiten zur Regeneration, wodurch sowohl abgetrennte Beine ersetzt werden als auch der Hinterleib und innere Organe nachwachsen können. Subadulte Asselspinnen können sogar komplette Körpersegmente inklusive lebenswichtiger Organe nachbilden. Die Fähigkeit zur Regeneration bei der Knotigen Asselspinne ist eng mit den Ganglien verbunden. Ganglien sind Nervenknoten, die in jedem Segment des Körpers vorhanden und für die Steuerung der Bewegungen und Reflexe zuständig sind. Es wurde entdeckt, dass diese Ganglien leicht vor der Segmentgrenze sitzen und somit bei der Amputation eines Körpersegments erhalten bleiben. Dies ermöglicht es dem Ganglion, das Nachwachsen des fehlenden Segments zu steuern. Wird das Ganglion jedoch mit amputiert, kann das Segment nicht mehr regeneriert werden.

## Vorkommen
Die Art ist im Atlantik und der Nordsee verbreitet und tritt von der Gezeitenzone bis in tiefere Wasserbereiche auf. Man kann sie an steinigen Bereichen, Buhnen oder in Häfen mitunter in großer Zahl finden.

## Lebensweise
Knotige Asselspinnen saugen an Seeanemonen, die sie mit ihrem kräftigen Rüssel anstechen. Das Männchen übernimmt bei der Paarung die Eier mit dem Eiträger an der Geschlechtsöffnung der Weibchen. Durch ein vom Männchen abgesondertes Sekret verkleben die Eier miteinander. Das Männchen trägt die Eier bis zum Schlupf der Jungtiere. Diese saugen anfangs an Polypenstöcken, insbesondere der Gattung Clava.

## Belege